# Pavlovci (żupania brodzko-posawska)
Pavlovci – wieś w Chorwacji, w żupanii brodzko-posawskiej, w gminie Nova Kapela. W 2011 roku liczyła 40 mieszkańców.